# 上島規男
上島 規男（うえしま のりお、1962年6月12日 - ）は、日本の実業家。株式会社イントランス創業者・元代表取締役社長。

## 人物・来歴
大阪府立旭高等学校を経て、神戸大学経済学部経済学科第二課程卒業。神戸大学在学中は学生起業団体スタッフ21の代表としてイベントやネックレス販売事業、スポーツクラブ経営などを手掛け、卒業後は起業家を志して1989年に第一不動産に入社。秘書課に配属され、創業者の薫陶を受けた。1998年イントランス設立。不動産仲介業から始め、東京都区部の中古不動産再生事業を手掛け、2006年には東京証券取引所マザーズへの上場を果たした。2010年イントランス代表取締役社長を退き、イントランスファウンダーに就任。